# Гавриляк Остап Богданович
Оста́п Богда́нович Гавриля́к — старший солдат Збройних сил України.

## Життєпис
Строкову службу проходив у прикордонних військах, кінолог. Учасник Євромайдану, добровільно прийшов у військкомат, дістав відмови. Восени 2014-го мобілізований, кулеметник 3-го взводу 7-ї роти 3-го батальйону 80-ї бригади.
З 6 січня 2015-го в Донецькому аеропорту, довелося витерпіти «перевірки» терористів на блокпосту. Протягом 19–20 січня пережив газові атаки. Від детонації стався обвал, був прикиданий в руїнах. З десяти поранених половина до ранку не дожила. Вранці був полонений терористами. У донецькій лікарні ногу не врятували. Показували по російських ЗМІ, після обміну полоненими повернувся додому.
Звільнення дочекалася кохана дівчина Марія.

## Нагороди
За особисту мужність і високий професіоналізм, виявлені у захисті державного суверенітету та територіальної цілісності України, вірність військовій присязі, відзначений — нагороджений
- орденом Богдана Хмельницького III ступеня (31.7.2015)
- медаллю «За жертовність і любов до України» (5.11.2015)